# Rekopis znaleziony w Saragossie
Rękopis znaleziony w Saragossie (bra: O Manuscrito de Saragoça; prt: Manuscrito Encontrado em Saragoça) é um filme polaco dirigido em 1964 por Wojciech Has, com Zbigniew Cybulski, Kazimierz Opaliński, Iga Cembrzyńska e Joanna Jędryka.
O filme baseia-se na obra Manuscrit trouvé à Saragosse de Jan Potocki.

## Sinopse
Baseado num romance do etnógrafo Jan Potocki, de 1804, a história é reveladora do interesse do autor pelas culturas do Médio Oriente e do Norte de África. O filme tem muitas das características do cinema de Wojciech Has, de carácter épico e surreal. A banda sonora foi composta por Penderecki. O filme inicia-se com uma celebrada sequência de batalha no Cerco de Saragoça e decorre, depois, por diversos cenários marcados pela presença de castelos e inclui uma ida ao purgatório. O personagem principal é o Conde Potocki que, durante o cerco, encontra um manuscrito misterioso que se refere a um dos seus ascendentes.